# Războaiele Sileziei
Războaiele Sileziei (în germană Schlesische Kriege) au fost cele trei conflicte desfășurate între anii 1740 și 1763 în care părțile beligerante principale au fost Prusia (cârmuită de Frederic al II-lea) și Austria (cârmuită de Maria Terezia) pentru cucerirea Sileziei, o provincie care aparținea inițial Boemiei și, prin urmare, Casei de Habsburg.
Primele două războaie (1740–1742 și 1744–1745) s-au desfășurat concomitent cu Războiul de Succesiune Austriacă. Frederic al II-lea a ocupat cea mai mare parte a Sileziei până în anul 1741. Tratatul de la Breslau încheiat în 1742 a confirmat cuceririle Prusiei și a restabilit pacea. Războiul s-a reluat în 1744, Austria fiind din nou învinsă. Tratatul de la Dresda încheiat în 1745 a confirmat cedarea Sileziei în favoarea Prusiei.
Al treilea război a avut loc în cadrul Războiului de Șapte Ani (1756–1763) și s-a încheiat cu Tratatul de la Hubertsburg (1763) care, semnat independent de Tratatul de la Paris dintre Franța și Marea Britanie, a reconfirmat cucerirea Sileziei de către Prusia.

Țările Coroanei boeme în Sfântul Imperiu Roman (1618)

Ca urmare a acestei anexiuni, Prusia și-a dublat populația, a câștigat o regiune bogată și a devenit a cincea mare putere europeană.

## Primul Război al Sileziei (1740–1742)

### Context istoric
După moartea regelui Frederic Wilhelm I la 31 mai 1740, fiul său, Frederic al II-lea, a devenit rege al Prusiei.

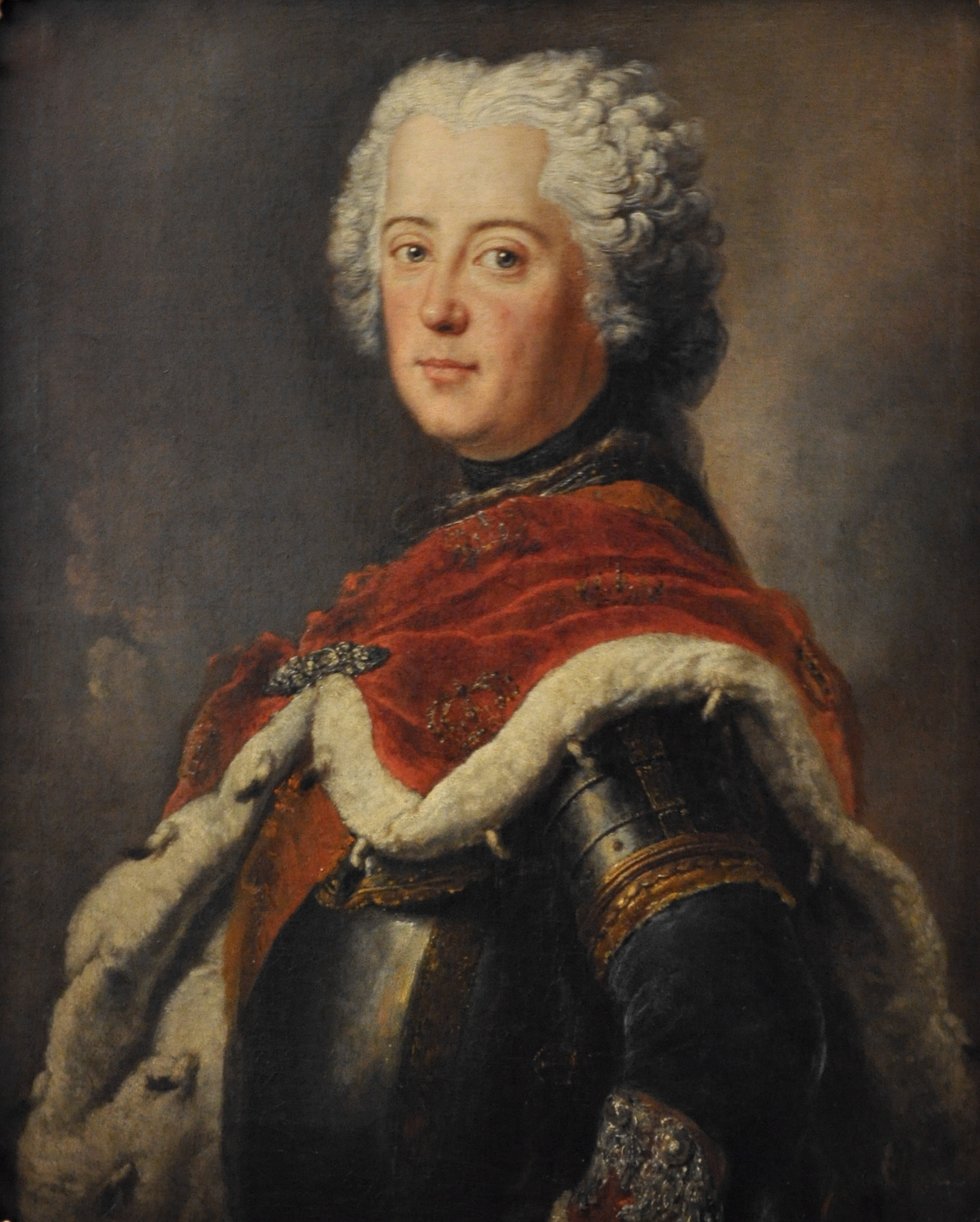
Frederic al II-lea (portret de Antoine Pesne, c. 1740)

Câteva luni mai târziu, pe 20 octombrie 1740 la Viena a murit împăratul romano-german Carol al VI-lea fără a lăsa urmași pe linie masculină. Conform Sancțiunii Pragmatice, emisă de el în 1713, fiicele sale îi puteau succeda ca moștenitoare ale teritoriilor ereditare habsburgice. Ca urmare, după moartea lui Carol al VI-lea, arhiducesa Maria Terezia, în vârstă de 23 de ani, l-a succedat pe tatăl ei la tronul Austriei.

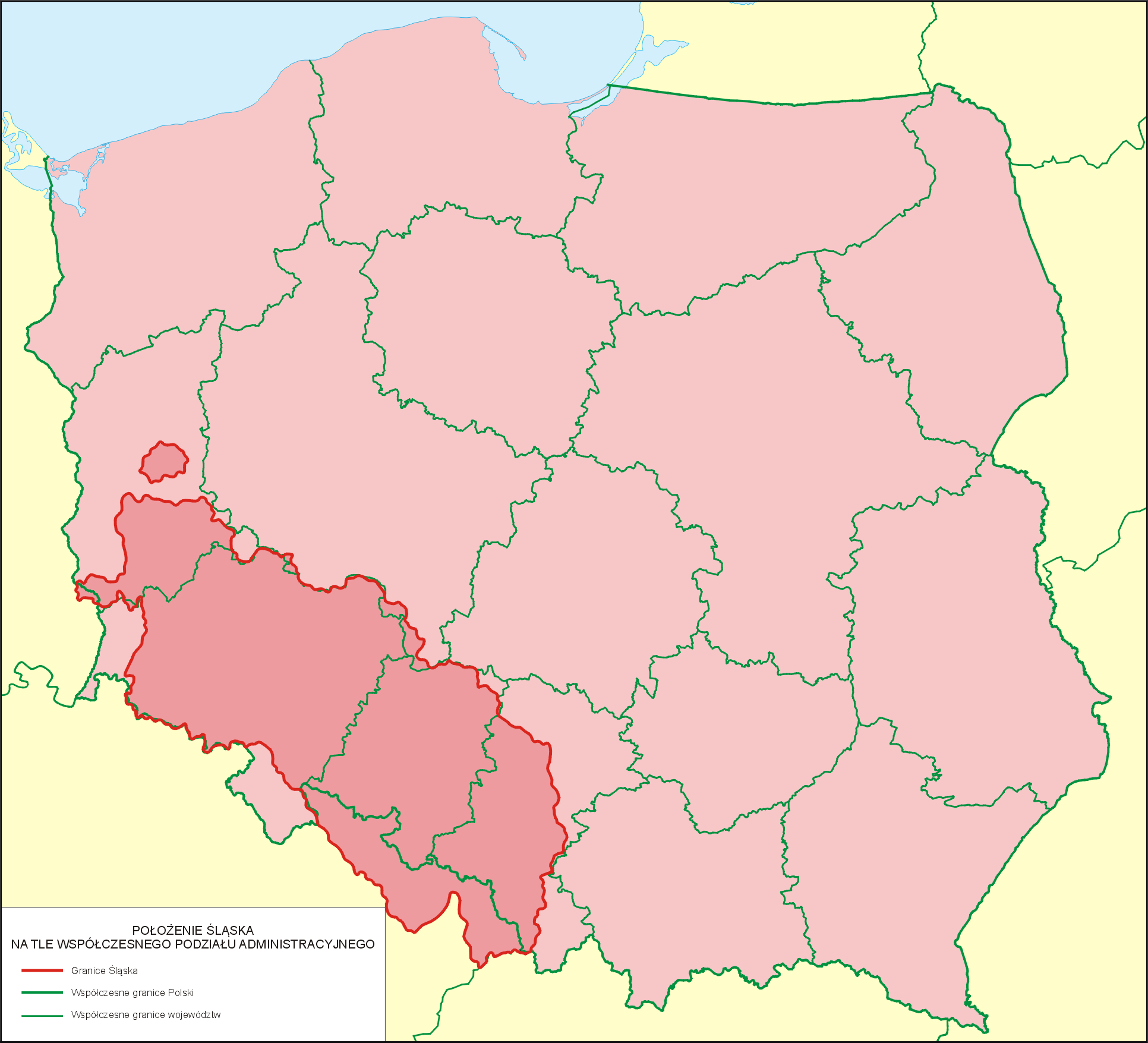
Silezia în contextul diviziunii administrative a Poloniei de astăzi

Înconjurată de consilieri ai tatălui său, îmbătrâniți în funcție, și având o armată a cărei putere de acțiune era îndoielnică, cu vistieria secătuită, Maria Terezia se afla față în față cu adversari care doreau să pună stăpânire pe unele părți ale teritoriilor ereditare austriece. Astfel, Bavaria și Saxonia, care refuzaseră să accepte Sancțiunea Pragmatică, au negat imediat dreptul Mariei Terezia la moștenirea teritoriilor austriece. Bavaria pretindea Tirolul, Austria Superioară și Boemia, iar Saxonia pretindea Moravia și părți din Austria Inferioară. Singurul aliat al Mariei Terezia putea fi doar George al II-lea, rege al Angliei și totodată principe elector de Hanovra, principatul său fiind amenințat de Prusia și de Franța. Totuși, această alianță era șubredă deoarece guvernul englez nu era dispus să finanțeze apărarea teritoriilor germane care aparțineau regelui.
Conducători al unor state europene care acceptaseră Sancțiunea Pragmatică, au considerat oportun să profite de lipsa de experiență a Mariei Terezia și ca urmare au format o coaliție împotriva Austriei, din care făceau parte Prusia, Bavaria, Saxonia, Köln, Franța, Spania, Suedia și Sicilia.
Maria Terezia a încheiat alianțe cu Marea Britanie, Regatul Sardiniei și Imperiul Rus.

### Ultimatumul Prusiei (11 decembrie 1740)
În timp ce principele elector al Bavariei, Carol Albert, revendica tronul Sfântului Imperiu Roman la 11 decembrie 1740, Frederic al II-lea a dat un ultimatum curții de la Viena prin care cerea cedarea Sileziei invocând un contract încheiat cu mai mult de 200 de ani în urmă, conform căruia ducatele Silezia și Liegnitz alături de Wohlau și Brieg urmau să revină margrafilor de Brandenburg din Casa de Hohenzollern la stingerea Dinastiei Piast. Împăratul Ferdinand I respinsese însă acest acord la vremea respectivă, iar în 1686 principele elector Frederic Wilhelm de Brandenburg renunțase la aceste drepturi.

### Desfășurarea războiului (decembrie 1740 – mai 1742)
Fără să aștepte vreun răspuns, cinci zile mai târziu Frederic a invadat Silezia cu două corpuri de armată (în total 27 000 de soldați). Până la sfârșitul lunii ianuarie 1741, cea mai mare parte a Sileziei era ocupată de trupele prusace, forțele austriece retrăgându-se în fortărețele Glogau, Brieg și Neisse.
În campania militară din primăvara anului 1741 generalul prusac Leopold al II-lea de Anhalt-Dessau a cucerit cetatea Glogau (9 martie). Armata austriacă, condusă de mareșalul Wilhelm Reinhard de Neipperg, a fost învinsă de prusacii comandați de Frederic al II-lea și Kurt Christoph de Schwerin în sângeroasa Bătălie de la Mollwitz, lângă Brieg, la 10 aprilie 1741.
În luna iunie a aceluiași an Franța și Bavaria au încheiat alianță cu Prusia, iar armata franceză a intrat în Boemia îndreptându-se spre Praga. Pentru a-și diviza adversarii, Maria Terezia i-a propus lui Frederic al II-lea la 9 octombrie 1741 un acord prin care ceda Silezia Inferioară până la râul Neisse, în schimbul încetării războiului. Totuși, armata prusacă a atacat din nou Boemia și a cucerit fortăreața Olmütz la 26 decembrie.
Pe 17 mai 1742 armata prusacă comandată de Frederic al II-lea a câștigat Bătălia de la Chotusitz - o victorie decisivă în fața forțelor austriece comandate de Carol Alexandru de Lorena, cumnatul Mariei Terezia, fratele lui Francisc de Lorena.

### Pacea de la Breslau și Tratatul de la Berlin

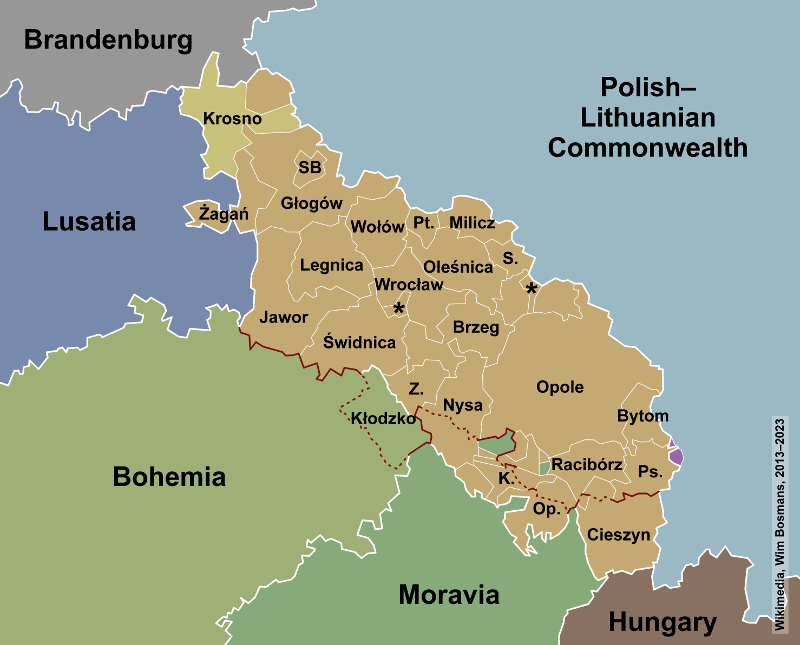
Divizarea Sileziei conform Tratatului de la Breslau (linia roșie, 1742)

Pe 11 iunie 1742 Tratatul de la Breslau a pus capăt războiului. Condițiile acestui armistițiu au fost confirmate prin Tratatul de la Berlin semnat pe 28 iulie care a încheiat primul război al Sileziei.
Cea mai mare parte a Sileziei până la râul Oppa în sud-est, precum și comitatul Glatz, au trecut în stăpânirea Prusiei. Doar partea de sud a rămas sub controlul habsburgic (ducatele Teschen, Jägerndorf și Troppau).
În schimb, Prusia a părăsit alianța încheiată împotriva Habsburgilor, iar Marea Britanie, prin regele George al II-lea, a aprobat tratatul în calitate de stat garant.
Franța și Bavaria și-au exprimat dezamăgirea față de abandonarea alianței lor de către regele Frederic al II-lea. La sfârșitul anului 1742 armatele lor au fost forțate să părăsească Praga și s-au retras în condiții dificile. Pacea dintre Prusia și Austria a fost doar aparentă, întrucât războiul avea să se reia doi ani mai târziu.

## Al Doilea Război al Sileziei (1744–1745)

### Succesele Austriei împotriva Franței și Bavariei (1742–1743)
După acordul de pace încheiat cu Prusia, Maria Terezia a trebuit să lupte împotriva Franței și, de asemenea, împotriva Bavariei al cărei duce Carol Albert de Wittelsbach fusese ales împărat romano-german în ianuarie 1742. În luna iunie a aceluiași an trupele austriece au invadat Bavaria. Armata franceză a fost obligată să părăsească Praga în decembrie 1742. În 1743 luptele au continuat în Bavaria și pe cursul Rinului.

### Noi atacuri ale Prusiei (1744–1745)
Frederic al II-lea, îngrijorat de succese militare ale Austriei și dorind să-și asigure stăpânirea Sileziei, s-a alăturat la 5 iunie 1744 coaliției încheiate între Bavaria, Franța, Spania, Saxonia, Köln, Suedia, Neapole și Palatinatul Rinului. De asemenea, a fost încheiat un pact de apărare reciprocă cu Imperiul Rus.

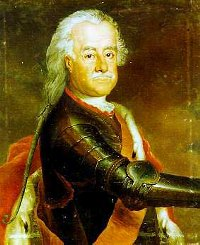
Leopold de Anhalt-Dessau

În august 1744 Boemia a fost invadată, Praga fiind cucerită în doar două săptămâni. Anul următor, situația Prusiei a devenit dificilă când Austria și Bavaria au încheiat Pacea de la Füssen la 22 aprilie 1745, după moartea ducelui Carol Albert de Wittelsbach, al cărui succesor, Maximilian al III-lea, a preferat să se împace cu Austria și a renunțat la tronul imperial.
Totuși, forțele prusace i-au învins pe austrieci în Bătălia de la Hohenfriedberg pe 4 iunie și, de asemenea, în Bătălia de la Soor pe 30 septembrie. În luna decembrie a aceluiași an, mareșalul prusac Leopold I de Anhalt-Dessau a invadat Saxonia, a învins armata aliată în Bătălia de la Kesselsdorf și a ocupat capitala Dresda.

### Tratatul de la Dresda
Negocierile de pace au fost încurajate de regele George al II-lea al Angliei. În plus, resursele financiare ale Prusiei erau epuizate, iar Frederic al II-lea nu dorea ca Austria să devină prea slabă comparatic cu Franța și Spania.
Prin urmare, Frederic și Maria Terezia au încheiat Tratatul de la Dresda pe 25 decembrie 1745 prin care se reconfirma apartenența Sileziei la Prusia. Frederic l-a recunoscut ca împărat pe soțul Mariei Terezia, Francisc I de Lorena care fusese ales împărat romano-german la 13 septembrie 1745. Marea perdantă a fost Saxonia care a trebuit să plătească Prusiei o uriașă despăgubire de război (1 000 000 de taleri imperiali).

## Al Treilea Război al Sileziei (1756–1763)

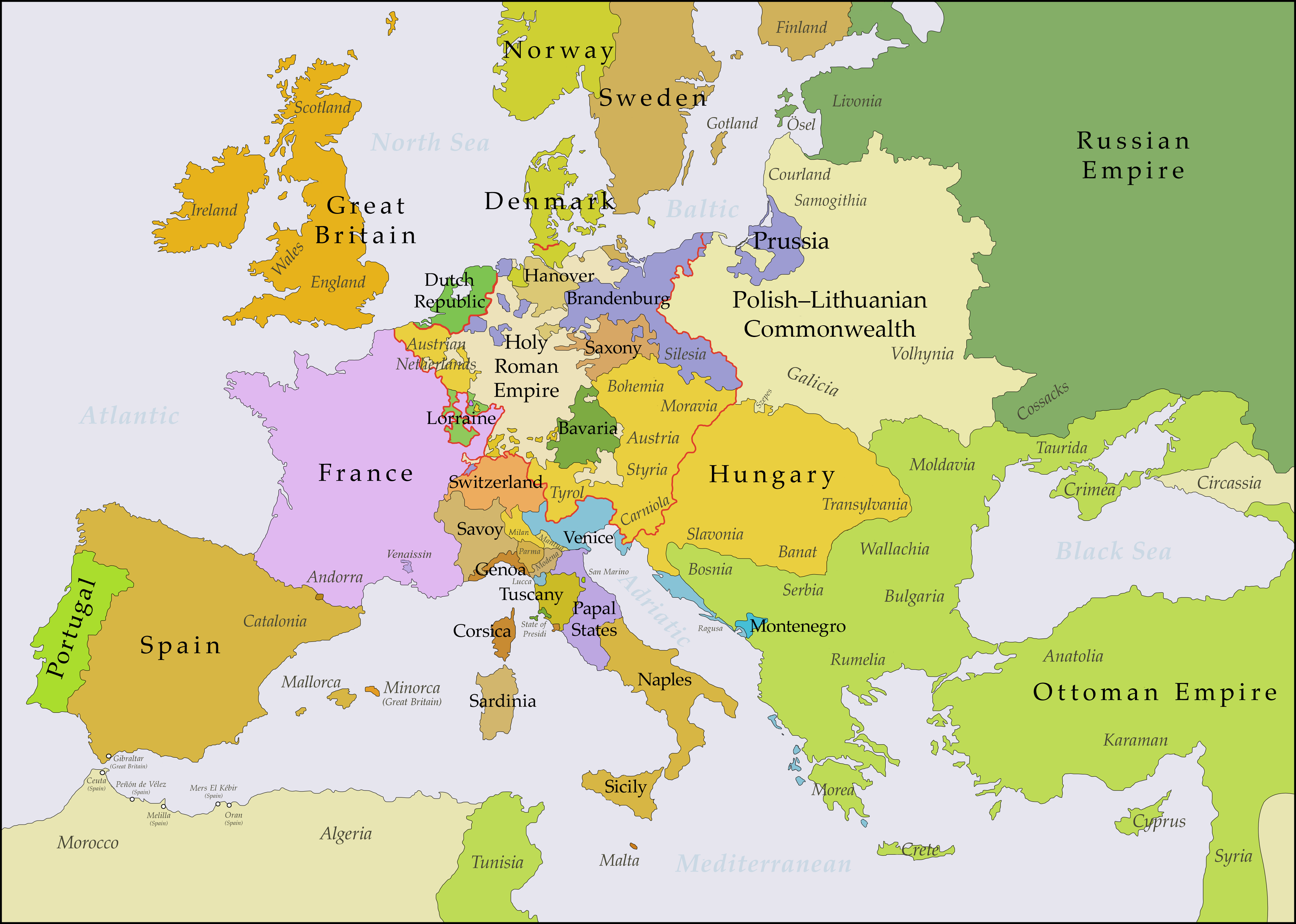
Europa în perioada 1748–1766

Cel de-al treilea război al Sileziei a fost parte a Războiului de Șapte Ani, în care s-au confruntat Austria, Rusia, Franța, Spania, Saxonia, Suedia și câteva state germane, pe de o parte, și Prusia, Marea Britanie și alte state germane, de cealaltă parte.
Austriecii voiau să facă o nouă tentativă de a recuceri Silezia. Frederic al II-lea a declanșat un atac preventiv în august 1756. Fără a face o declarație de război, el a invadat Saxonia și i-a învins pe saxoni la Pirna. Apoi a atacat Boemia și a cucerit Praga în mai 1757, însă austriecii i-au înfrânt la scurt timp în Bătălia de la Kolin. Prin urmare, Frederic a fost forțat să părăsească Boemia, iar adversarii săi au ocupat Silezia.
După ce și-a refăcut forțele militare, Frederic i-a învins pe francezi în Bătălia de la Rossbach pe 5 noiembrie 1757 și apoi pe austrieci la Leuthen și la Luna în decembrie, recucerind Silezia. Rușii au ajuns la Oder în iunie 1758, iar austriecii i-au învins pe prusaci la Hochkirch pe 14 octombrie 1758 și la Kunersdorf pe 12 august 1759, ocupând Saxonia.
După victoriile de la Leignitz și Torgau asupra austriecilor, Frederic a recucerit Silezia și a forțat-o pe Maria Terezia să semneze Tratatul de la Hubertsburg la 15 februarie 1763. Prusia a păstrat Silezia până în 1945.